# 天野純
天野純（1991年7月19日—），日本足球運動員，現時被日職球會橫濱水手外借至K聯賽1球會全北现代，司職中場，前日本國家足球隊成員。

## 俱樂部生涯
天野纯出身於横滨水手青年队，2014年从顺天堂大学毕业后正式加盟横滨水手。他的左脚传球和任意球非常精准。
2017年赛季，在中村俊辅加盟磐田喜悅后，天野纯接过了球队定位球的主罚权，他的球衣号码也从29号变为14号，随后又变成了10号。
在澳洲主帅安格·波斯特科格鲁执教球队时，天野纯成为横滨水手的进攻核心，他和喜田拓也、扇原贵宏的中场组合备受信任，他们3人同时还是球队的3位队长人选。
横滨水手俱乐部1日官方发布了所属日本国家队中场天野纯预计下周转会比利时球队洛克伦的消息。
在洛克伦，来自日本的28岁大龄边缘国脚是绝对主力，他在本赛季比乙中出战24场，其中23次都是首发，总出场时间达到了2145分钟，排名球队第三。
日本国脚中场天野纯所效力的比乙俱乐部洛克伦宣告破产，天野纯将重返横滨水手。
再次回到横滨后，天野纯不是球队的主力，本赛季出场21次只首发出场10次。天野纯曾经在球队主打的后腰和前腰两个位置上，双后腰已经完全被喜田拓也和扇原贵宏占据，而前腰位置已经被上赛季率领球队夺冠的新核心球员马库斯·儒尼奥尔成功顶替。
日职联赛横滨水手8日正式宣布，中场天野纯将被租借至K联赛蔚山现代。租借期至2022赛季。
上赛季天野纯帮助蔚山现代拿到冠军，上赛季天野纯出战30场联赛取得了9个进球和1次助攻。
2023年賽季開始前，全北现代官宣从横滨水手租借日本外援天野纯。

## 國家隊生涯
2018年9月，新上任的日本队主帅森保一将天野纯加入到了自己的名单中，并且在对阵哥斯达黎加时，给了他完成了国家队首秀的机会。

## 榮譽
蔚山現代
- K聯賽1：2022

## 外部連結
- 横浜F・マリノスによる公式プロフィール
- 天野純的X（前Twitter）
- 天野純的Instagram帳戶